# فلکهفیورد
فلکهفیورد (به لاتین: Flekkefjord) یک منطقهٔ مسکونی در نروژ است که در فلکیفیور واقع شده‌است. فلکهفیورد ۳٫۵۷ کیلومتر مربع مساحت و ۶٬۰۴۹ نفر جمعیت دارد و ۵ متر بالاتر از سطح دریا واقع شده‌است.

## نگارخانه

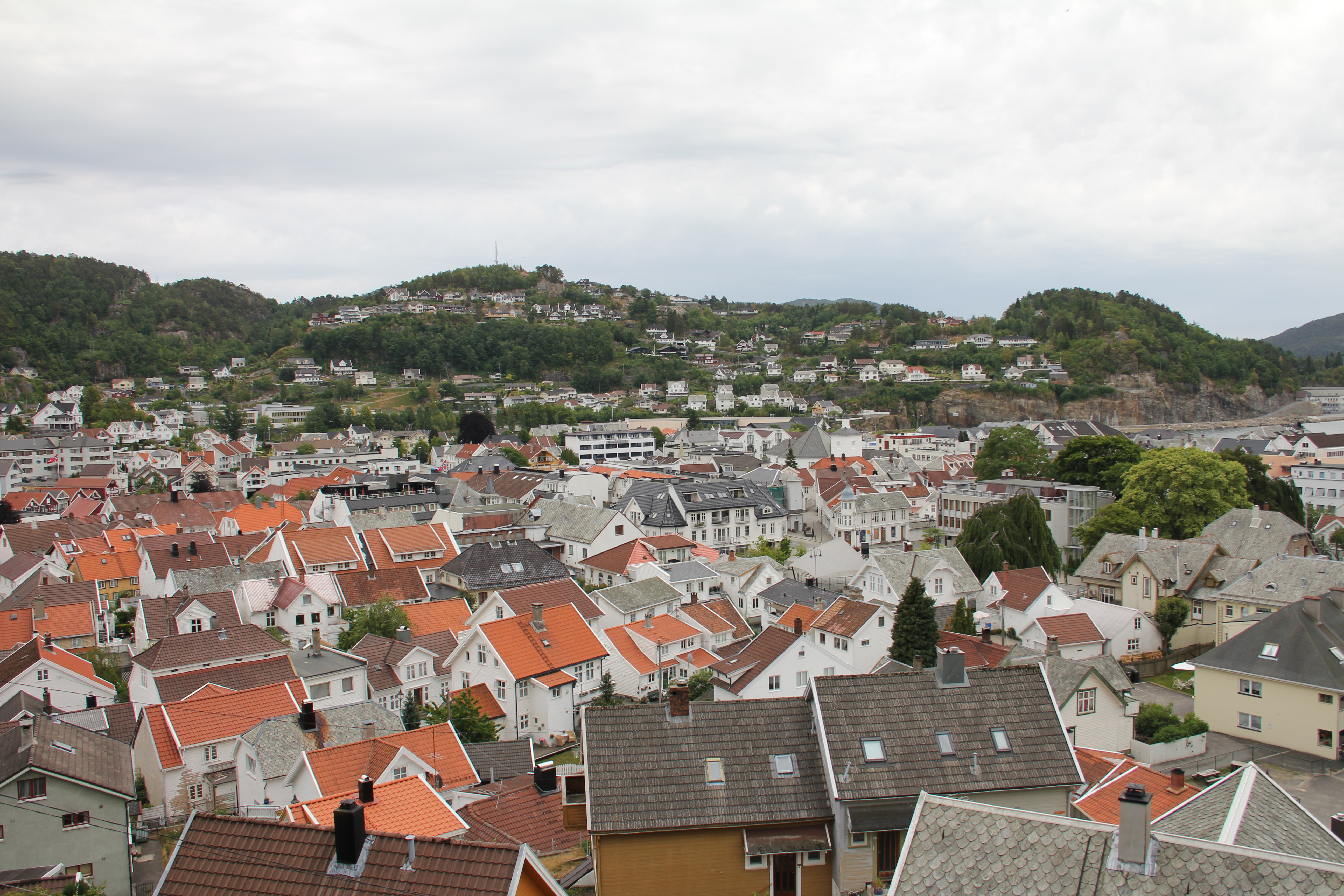
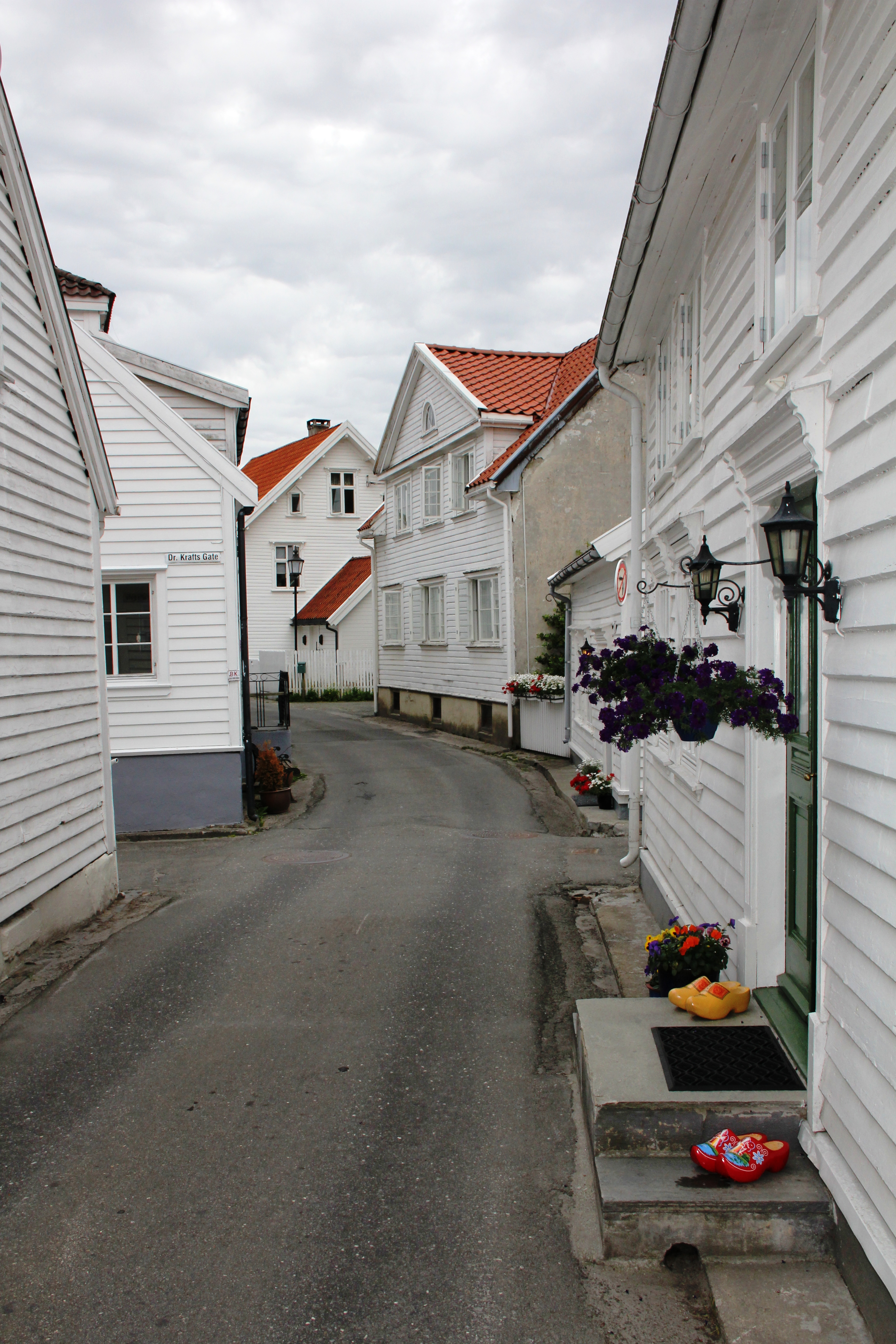
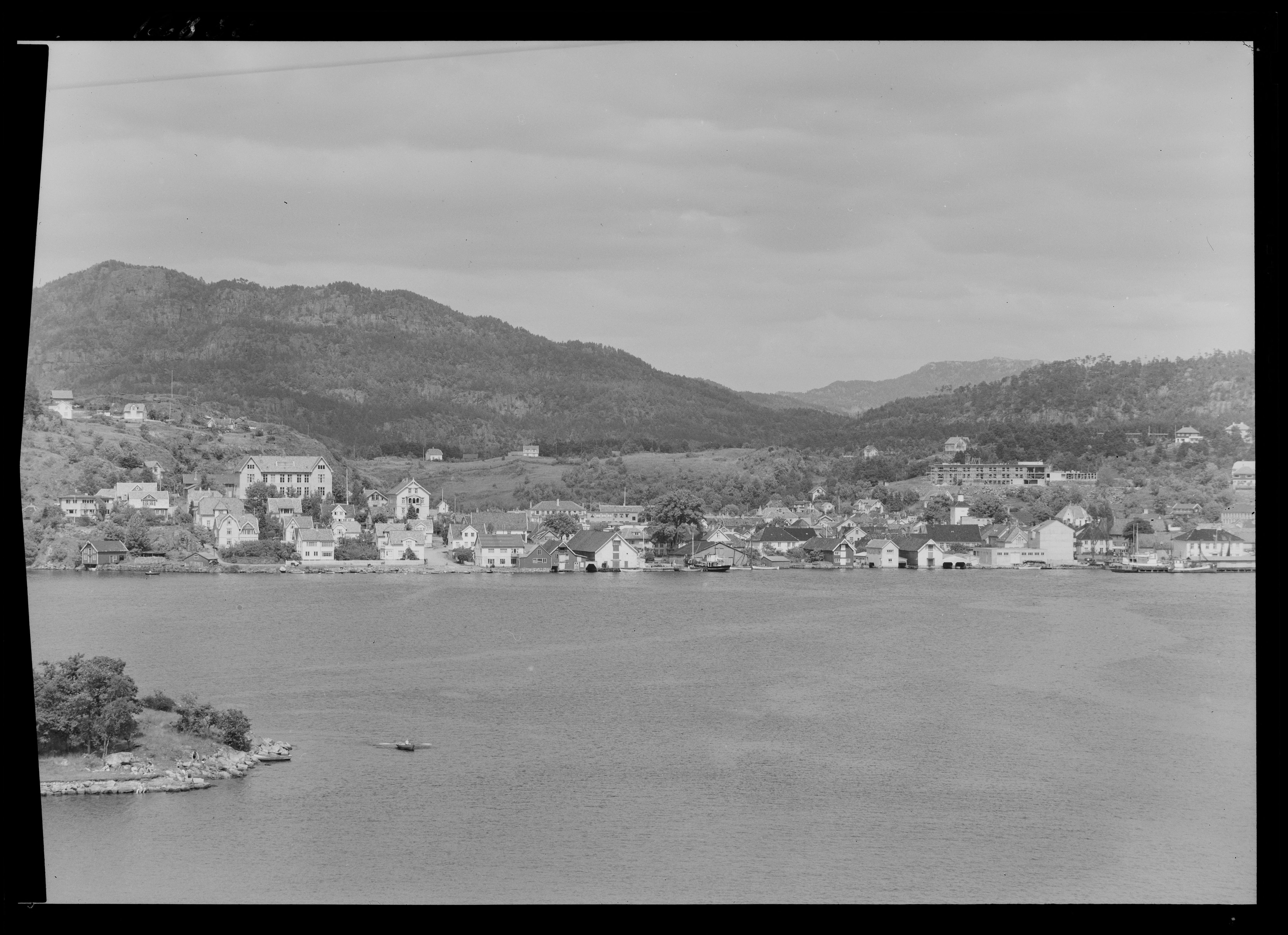
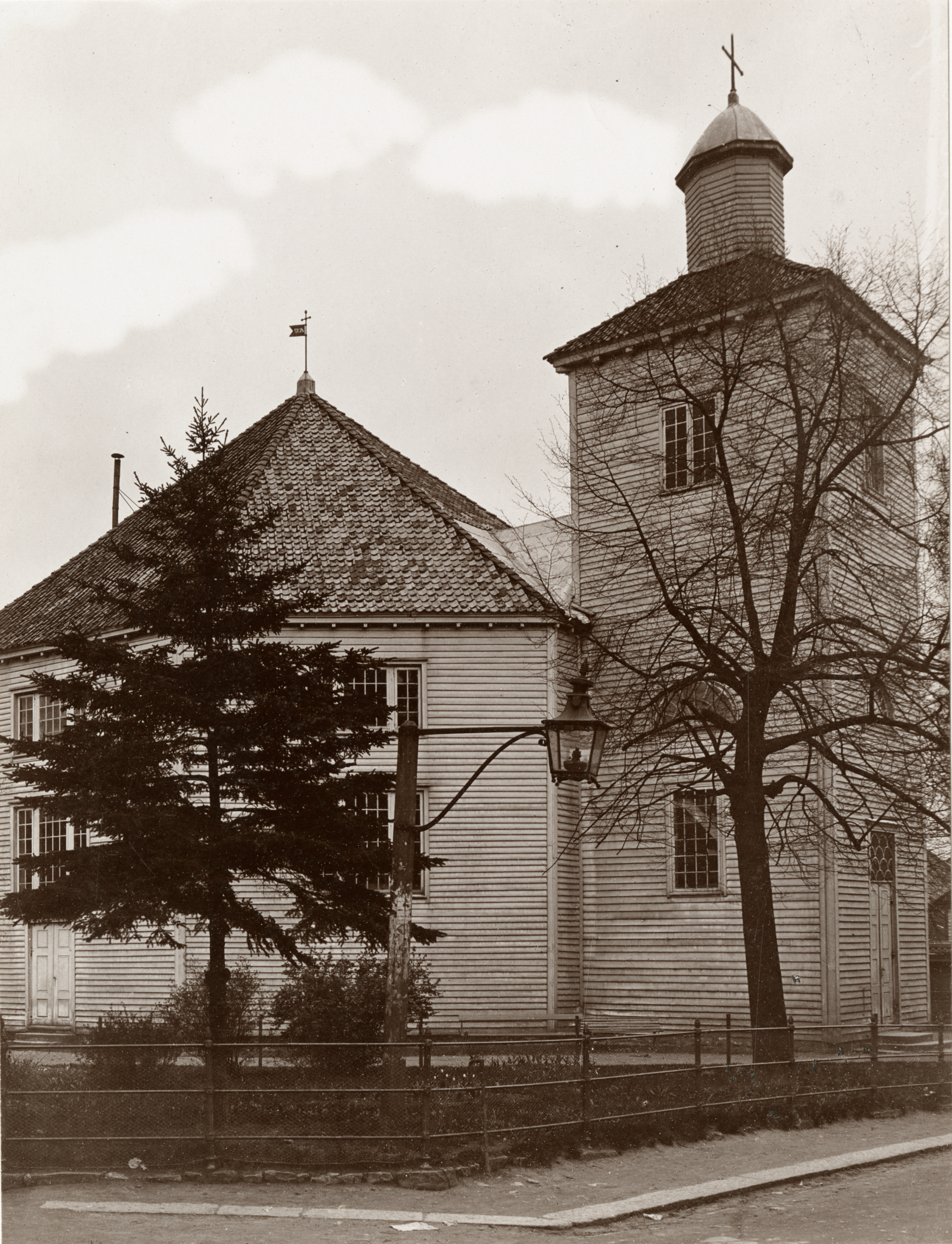